# Rita Ora
Rita Sahatçiu Ora, més coneguda com a Rita Ora   (Pristina, 26 de novembre de 1990), és una cantant, compositora i actriu britànica d'origen kosovar. El 2009 va aparèixer com a concursant per optar a representar el Regne Unit a Eurovisió. Després de 2009 va signar amb la discogràfica Roc Nation, i el 2012 va aconseguir el seu primer gran èxit internacional amb Hot Right Now.

## Vida i carrera

### Primers anys i començament de carrera
Rita Ora va néixer el 1990 a Pristina, Iugoslàvia (actualment Kosovo) de pares kosovar-albanesos i es va traslladar al Regne Unit quan tenia un any. Va créixer al voltant de Portobello Road, a l'oest de Londres, i va assistir a St Cuthbert amb l'Escola Primària St Matthias CE a Earls Court, després de graduar-se a l'Escola de Teatre de Sylvia Young i després al College St Charles Catholic Sixth Form. Actualment viu a Kensington, Londres. Ora va començar a cantar des de molt jove. El 2004 va aparèixer en la pel·lícula britànica Spivs. Va presentar-se a l'audició per a representar la BBC al Festival de la Cançó d'Eurovisió de 2009, però es va retirar de la competició.
El 2007, Ora va tenir el seu primer llançament musical quan va aparèixer a la cançó de Craig David anomenada Awkward i de nou el 2008 a Where is the Love, amb Tinchy Stryder, per la qual també apareix en el vídeo musical. Ora va començar a cantar als bars dels voltants de Londres, i el 2009 va volar a Nova York i va conèixer en Jay-Z. El 2009, Ora va fer un cameo amb en Jay-Z al vídeo Young Forever i a Over de Drake. Ora va cridar l'atenció de Jay-Z i aquest la va fer firmar amb Roc Nation, per la qual cosa va aparèixer en un anunci de Roc Nation + Skullcandy Aviator.

### 2011-2012: ORA i revelació comercial

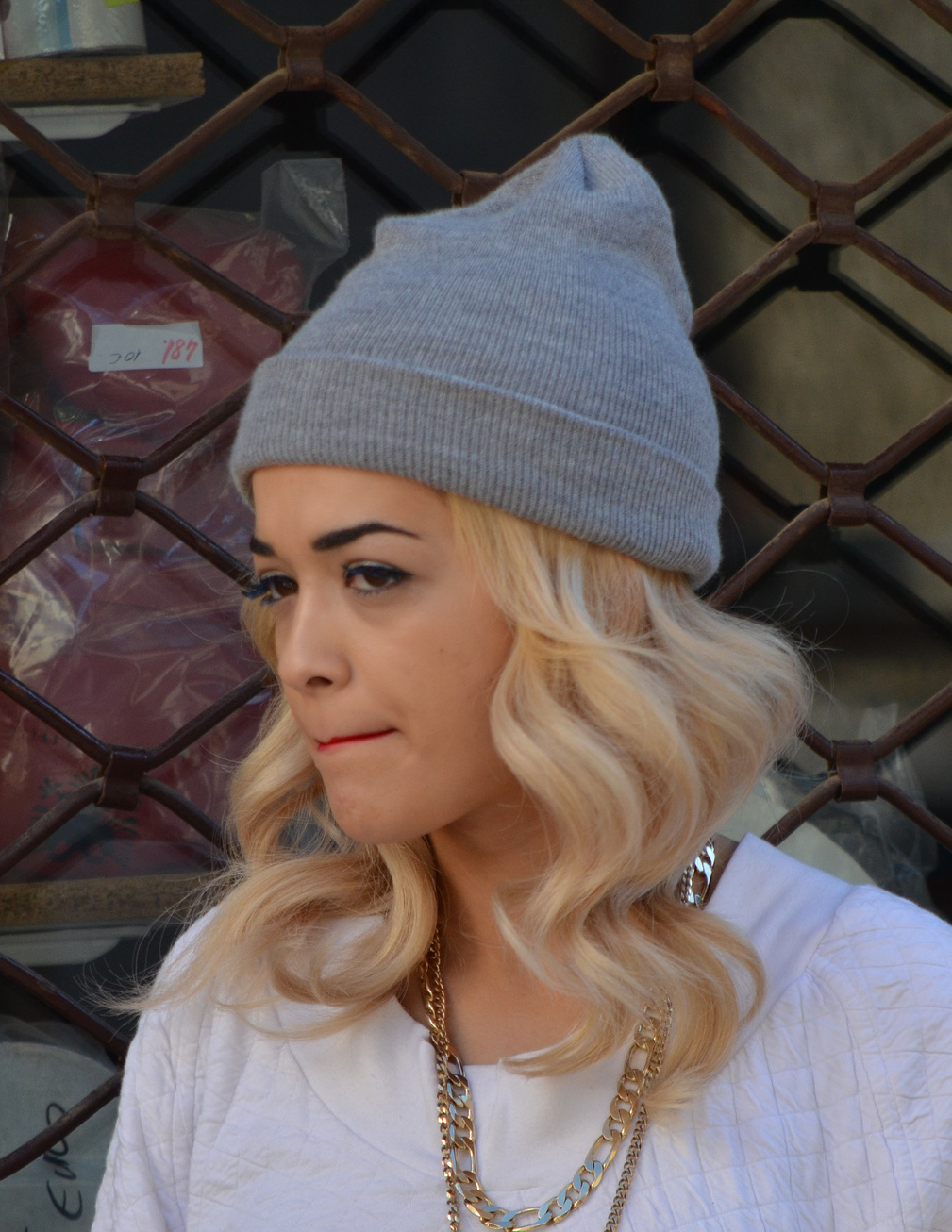
Ora a Pristina, Kosovo al rodatge del vídeo musical Shine Ya Light

Al llarg de 2011, Ora treu vídeos seus treballant en el seu debut que es converteixen en virals. El 14 de desembre de 2011, DJ Fresh i Ora va llançar el vídeo musical de "Hot Right Now" a YouTube. El senzill va ser llançat el 12 de febrer de 2012 i va aconseguir el número 1 en la llista de singles del Regne Unit. El 24 de febrer de 2012, Ora va visitar l'estació de ràdio Z100 de YouTube amb el seu cap del segell Roc Nation de Jay-Z, que s'estrena "How We Do (Party)", el seu primer single i el primer senzill del seu pròxim àlbum d'estudi. "How We Do (Party)" manlleva el seu conegut tornada de "Party i Bullshit" The Notorious BIG. [18] Ella va prendre dos anys per acabar completament el seu primer àlbum d'estudi. will.i.am, Ester Dean, Drake, The-Dream, Kanye West i Stargate tots van treballar amb Ora en el seu àlbum debut.
En parlar sobre el so de l'àlbum i el seu concepte, Ora va dir que "definitivament ha pop en ell, però (…) es pot escoltar influències de jazz allà, es pot escoltar la influència de Mónica i Aaliyah, i llavors vostè pot escoltar Gwen Stefani". També va declarar que l'àlbum està influenciat per la col·lecció de discos del seu pare, que, a més de reggae, inclou artistes com Eric Clapton i B.B. King. El seu primer disc en solitari," RIP "amb Tinie Tempah, va ser llançat com el primer senzill Regne Unit el 6 de maig de 2012. El vídeo dirigit per Emil Nava va ser gravat a Hackney, est de Londres, i tret el 4 d'abril de 2012. Produït per Chase & Status, la cançó va debutar al número 1 de la llista de singles del Regne Unit, convertint-se en el seu primer treball en solitari al Regne Unit, i el segon a la general. Al maig Ora va ser jutgessa convidada a la novena sèrie de The X Factor.
Mentre roda amb Coldplay, més tard va anunciar que l'àlbum es diria Ora. Ora el va treure el 27 d'agost de 2012 i va estrenar-se al capdamunt de l'UK Albums Chart. El seu vídeo, "Shine Now Light", veu el retorn com a cantant a cavall al costat de ciclistes i dona concerts per a multituds excitades a la seva ciutat natal. Ora va ser nominada com a millor actriu del Regne Unit i Irlanda, millor nova artista i artista amb empenta als premis MTV Europe el 2012.
El 14 desembre 2012 Electronic Arts va donar a conèixer un comunicat de premsa confirmant que Ora serà un personatge dels vídeojocs The Sims 3.

### 2013-present: Segon àlbum d'estudi
Ora va fer la gira Unit Radioactive Tour el 2013. El 14 de gener de 2013, Ora va revelar que el seu segon àlbum seria més clar i amb més sentit que en el seu debut. "Definitivament sé el que vull més i és bastant senzill amb el qual estic intentant dir amb aquest segon àlbum". Si bé en la gira, Ora va interpretar una cançó anomenada "Fair", que es va anunciar per al seu segon àlbum, de l'estiu de 2013.
Ora participà en el single del raper Snoop Dogg Torn Apart, rodat al gener a Tailàndia.
El 30 d'abril de 2013 la televisió va llançar el vídeo per a la cançó d'Ora anomenat "Facemelt", que va ser dirigida pel fotògraf Rankin. El 14 de maig de 2013 la TV publicar una segona versió del vídeo (també dirigida per Rankin), que conté una aparició de la model Cara Delevingne.

## Influències
Ora afirma que Gwen Stefani és el seu ídol i la seva més gran influència, dient en una entrevista "Saps que estimo molt aquesta dona? M'encanta tot sobre ella". Ora també ha nomenat Beyoncé Knowles com una gran influència i un mentor, Knowles, que li va donar retroalimentació sobre el seu àlbum de debut. Les seves altres influències musicals inclouen Rihanna, Aaliyah, India, Arie, Christina Aguilera, Brandy, Monica, Madonna, Tina Turner, Aretha Franklin, Ella Fitzgerald, Etta James, Celine Dion, Bruce Springsteen, David Bowie, Vybz Kartel i Sade. Ora ha esmentat la seva admiració per Rita Hayworth com a primera inspiració per voler dedicar-se a l'actuació. Pel que fa a la moda, Ora també cita Gwen Stefani com la més influent icona d'estil. Ora reconeix una gran inspiració estilística de Marilyn Monroe i Daphne Guinness per les tendències de moda, tant en roba d'època i roba retro.

## Vida personal
Ora és d'ètnia albanesa de Kosovo i posseeix un rang vocal de mezzosoprano.

## Discografia
- Ora (2012)
- Phoenix (2018)

## Televisió
| Any  | Títol                              | Paper      | Notes                                                    |
| ---- | ---------------------------------- | ---------- | -------------------------------------------------------- |
| 2009 | Eurovision: Your Country Needs You | Concursant | Representant del Regne Unit al Festival d'Eurovisió 2009 |

## Filmografia

### Cinema
| Any  | Títol                      | Paper           | Notes                           |
| ---- | -------------------------- | --------------- | ------------------------------- |
| 2004 | Spivs                      | Rosanna         |                                 |
| 2013 | Fast & Furious 6           | Race Caller     | No apareix als títols de crèdit |
| 2015 | Fifty Shades of Grey       | Mia Grey        |                                 |
| 2015 | Southpaw                   | Maria Escobar   |                                 |
| 2017 | Fifty Shades Darker        | Mia Grey        |                                 |
| 2018 | Fifty Shades Freed         | Mia Grey        |                                 |
| 2019 | Pokémon: Detective Pikachu | Dr. Ann Laurent |                                 |
| 2019 | Wonderwell                 | Yana            |                                 |

### Televisió
| 2013 | 90210 | Ella mateixa | Ella va aparèixer com estrella convidada en l'episodi anomenat "Misery Loves Company" |

## Premis i nominacions
| Any  | Organització            | Premi                              | Treball         | Resultat  |
| ---- | ----------------------- | ---------------------------------- | --------------- | --------- |
| 2012 | MOBO Awards             | Millor debutant                    | Ella mateixa    | Guanyador |
| 2012 | MOBO Awards             | Millor actuació femenina           | Ella mateixa    | Nominat   |
| 2012 | MOBO Awards             | Millor àlbum                       | "Ora"           | Nominat   |
| 2012 | MOBO Awards             | Millor vídeo                       | "R.I.P."        | Nominat   |
| 2012 | MTV Europe Music Awards | Millor nova actuació               | Ella mateixa    | Nominat   |
| 2012 | MTV Europe Music Awards | Millor artista empenta             | Ella mateixa    | Nominat   |
| 2012 | MTV Europe Music Awards | Millor actuació d'UK i Irlanda     | Ella mateixa    | Nominat   |
| 2013 | BRIT Awards             | Single britànic de l'any           | "R.I.P."        | Nominat   |
| 2013 | BRIT Awards             | Single britànic de l'any           | "Hot Right Now" | Nominat   |
| 2013 | BRIT Awards             | Artista Revelació Britànic         | Ella mateixa    | Nominat   |
| 2013 | Kids' Choice Awards     | Artista preferit d'UK              | Ella mateixa    | Nominat   |
| 2013 | BET Awards              | Millor actuació del Regne Unit     | Ella mateixa    | Nominat   |
| 2013 | World Music Awards      | Millor artista femení del món      | Ella mateixa    | Nominat   |
| 2013 | World Music Awards      | Millor actuació del món en directe | Ella mateixa    | Nominat   |
| 2013 | World Music Awards      | Millor cançó del món               | "R.I.P."        | Nominat   |
| 2013 | Urban Music Awards      | Millor debutant                    | Ella mateixa    | Nominat   |
| 2013 | Urban Music Awards      | BMillor actuació femenina          | Ella mateixa    | Nominat   |
| 2013 | Urban Music Awards      | Artista de l'any                   | Ella mateixa    | Nominat   |
| 2013 | Urban Music Awards      | Millor artista internacional       | Ella mateixa    | Nominat   |
| 2013 | Urban Music Awards      | Millor single                      | "R.I.P."        | Nominat   |
| 2013 | Urban Music Awards      | Millor àlbum                       | "Ora"           | Nominat   |
| 2013 | Urban Music Awards      | Millor video                       | "Hot Right Now" | Nominat   |